# 孔戈斯托
孔戈斯托，是西班牙卡斯蒂利亚-莱昂莱昂省的一个市镇。 总面积37平方公里，总人口1759人（001年），人口密度48人/平方公里。